# Le Fils puni
Pour plus de détails, voir Fiche technique et Distribution.
Le Fils puni est un film français réalisé par Philippe Collin, produit par l'INA, sorti en 1980.

## Synopsis
Le film est adapté d'un roman de Patrick Thévenon. Un jeune homme découvre qu'il est un artiste. Solitaire et démuni, il s'interesse un jour par hasard à un criminel au point de reconstituer sa vie au travers de coupures de journaux. De plus en plus passionné, il part à la recherche d'autres assassins et s'inspire de leur existence pour en faire des œuvres artistiques.

## Fiche technique
- Titre : Le Fils puni
- Réalisation : Philippe Collin
- Scénario : Philippe Collin d'après le roman de Patrick Thévenon
- Photographie : Sacha Vierny
- Montage : Isabelle Roberty, Jacqueline Simoni et Janine Verneau
- Société de production : Institut National de l'Audiovisuel
- Pays :  France
- Genre : Drame
- Durée : 90 minutes
- Date de sortie : 
  - France : 9 avril 1980

## Distribution
- Christian Rist : Alain Daffodil
- Jenny Alpha : La femme de chambre
- Catriona MacColl : La photocopieuse
- Madeleine Bouchez : La logeuse d'Etretat
- Marie Munoz : Ecolière
- Christiane Deneufve : Ecolière
- André Chaumeau : Le frère des écoles

## Titre
Le titre Le Fils Puni fait ici référence au deuxième volet du diptyque la Malédiction du Père peint par Jean-Baptiste Greuze entre 1777 et 1778. La Malédiction du Père est composé de deux tableaux : Le Fils Ingrat représente un fils aîné, unique soutien financier d'une famille paysanne abandonnant les siens pour s'enrôler dans l'armée alors que Le Fils puni montre le retour du fils au foyer alors que la famille veille le père à l'article de la mort.

## Critiques
« Le cinéaste fournit un troublant travail de mise en scène qui parvient merveilleusement à tenir en équilibre entre l'exercice de style et l'impudique confession exhibitionniste » (René Prédal).
« C'est une œuvre fascinante, un essai totalement abouti, un poème fou, un cri poétique d'un ange maudit  » (Télérama).